# Eastgate Basin Park
Der Eastgate Basin Park ist eine 3,3 Hektar große, städtische Grünanlage in Salem im Marion County im US-Bundesstaat Oregon. Er befindet sich an der Hawthorne Avenue Northeast abseits der Interstate 5.
Der Erholungsraum beinhaltet unter anderem einen Baseballfeld, einen Spielplatz, Picknickplätze Fahrrad- und Wanderwege. Der Park wurde 1965 vom Marion County an die Stadt übergeben zwecks Ausbau und Unterhaltung. Die Grünanlage wurde hauptsächlich für Jugendliche der angrenzenden Nachbarschaft ausgelegt.
Das Public Works Department erwarb nördlich des Parks weitere 2,8 Hektar Landfläche um einen Rückhaltebecken einzurichten.